# Канделаки, Константин Ефимович
Константи́н Ефи́мович Кандела́ки или Коция Канделаки (1879 — 15 января 1938, Башкирия) — меньшевик, депутат Государственной думы II созыва от Батумской области и Сухумского округа. Не следует путать с Константином Платоновичем Канделаки (1883—1958), министром финансов и торговли независимой Грузии, политическим эмигрантом, диктором радио «Свобода».

## Биография
По национальности грузин-имеретинец. Из дворянского рода Канделаки, тем не менее отец — священник.
Имел домашнее начальное образование. Рабочий, «литейщик [фабрики] Пасека». Член РСДРП, позднее меньшевик. Познакомился близко с Иосифом Джугашвили, когда тот приехал в Батум в конце ноября 1901 года. Снимал совместно с ним квартиру. Если Кобу Джугашвили назвали «учителем рабочих», то Канделаки прозвали «помощником учителя». По предложению Джугашвили стал кассиром подпольного рабочего кружка. Совместно с ним и с другими социал-демократами участвовал в организации стачек на заводах Манташева (январь-февраль 1902 г.) и Ротшильда (с 26 февраля 1902), организовал вместе со Сталиным работу типографии, печатавшей листовки. 24 марта вместе с И. Джугашвили ездил в Тифлис за нелегальной литературой. 29 марта Сталин вместе с К. Канделаки отправились в Кобулети, где провели собрание рабочих и основали социал-демократический кружок. При взаимодействии с рабочими Джугашвили старался держаться в стороне, и потому не все рабочие знали о нём, с ними же постоянно соприкасался Канделаки. 5 апреля 1902 года их одновременно арестовали. Канделаки вышел из тюрьмы в середине сентября. 23 августа 1903 года он снова арестован. Всего к 1907 году Канделаки сидел в тюрьме по политическим делам в общей сложности 26 месяцев. Канделаки автор мемуаров о Сталине, которые хранятся в Российском государственном архиве социально-политической истории (бывшем архиве института марксизма-ленинизма), их фрагмент опубликован в книге 1937 года издания «Рассказы старых рабочих Закавказья о великом Сталине».
8 февраля 1907 избран во Государственную думу II созыва от общего состава выборщиков Батумской области и Сухумского округа. Входил в Социал-демократическую фракцию. Активного участия в деятельности Думы не принимал. 22 ноября — 1 декабря был под судом в особом присутствии Сената по процессу социал-демократической фракции. В числе 11 подсудимых был оправдан «по недоказанности их виновности».
Арестован 31 января 1933 года, 29 декабря 1933 года тройкой ПП ОГПУ по ЦЧО по статье 58-10 осуждён на срок предварительного заключения. Освобождён 11 апреля 1934 года.
Так как сообщение об аресте в 1937 году приведено в «Книге памяти Республики Башкортостан», следует предположить, что в это время проживал (возможно, отбывал ссылку) в Башкирии. Работал сапожником-кустарём. Арестован 5 декабря 1937 г. По обвинению по статьям 58-10, 58-11 УК РСФСР приговорён к расстрелу. Расстрелян 15 января 1938 г.
Реабилитирован 26 апреля 1989 г.

## Труды
- Канделаки К. Сталинские прокламации // Рассказы старых рабочих Закавказья о великом Сталине. М., 1937. С. 84-86.

## В искусстве
Константин Канделаки фигурирует в пьесе М. А. Булгакова «Батум». В 1939 году, когда Булгаков работал над этой пьесой, Канделаки был уже расстрелян.